# Distretto di Murau
Murau è un distretto amministrativo dello stato di Stiria, in Austria.

## Geografia antropica
Il distretto si suddivide in 14 comuni, di cui 2 con status di città e 5 con diritto di mercato.

### Città
- Murau
- Oberwölz

### Comuni mercato
- Mühlen
- Neumarkt in der Steiermark
- Sankt Lambrecht
- Scheifling
- Sankt Peter am Kammersberg

### Comuni
- Krakau
- Niederwölz
- Ranten
- Sankt Georgen am Kreischberg
- Schöder
- Stadl-Predlitz
- Teufenbach-Katsch